# Reclinomonas americana
Espèce
Reclinomonas americana est une espèce d'eucaryotes jakobides.

Quatre espèces de jakobides, montrant des sillons et des flagelles : Jakoba libera (vue ventrale), Stygiella incarcerata (vue ventrale), Reclinomonas americana (vue dorsale) et Histiona aroides (vue ventrale).

Cet organisme est une cellule unique d’une largeur maximale de 12 micromètres. Il a deux flagelles. La cellule se trouve dans un lorica en forme de coupe qui a une tige qui se fixe à une surface. Lorsque la cellule se reproduit, en subissant une fission binaire, l'une des deux cellules nouvellement divisées produit une nouvelle lorica pour elle-même.
Ce protozoaire peut être trouvé en eau douce.
Cette espèce a été le premier jakobid à avoir son génome mitochondrial séquencé. Il contient 97 gènes, dont 62 codent des protéines. D'autres jakobides ont été séquencés depuis, et les données étaient similaires. Il a été décrit comme un membre de l'Excavata.
R. americana est un grand protozoaire qui ingère des bactéries. On pense que cette phagocytose est la manière dont les eucaryotes ancestraux (il y a deux milliards d'années) (véritable noyau pour contenir l'ADN) ont acquis des organites mitochondriaux et chloroplastiques pour effectuer le métabolisme oxydatif et la photosynthèse. R. Americana a joué un rôle important dans la compréhension de la portée de l'antiquité de l'ADN bactérien capturé parce que sa collection d'ADN mitochondrial est plus complète que celle d'autres eucaryotes, qui ont rejeté de nombreux et divers gènes.